# Pergamena

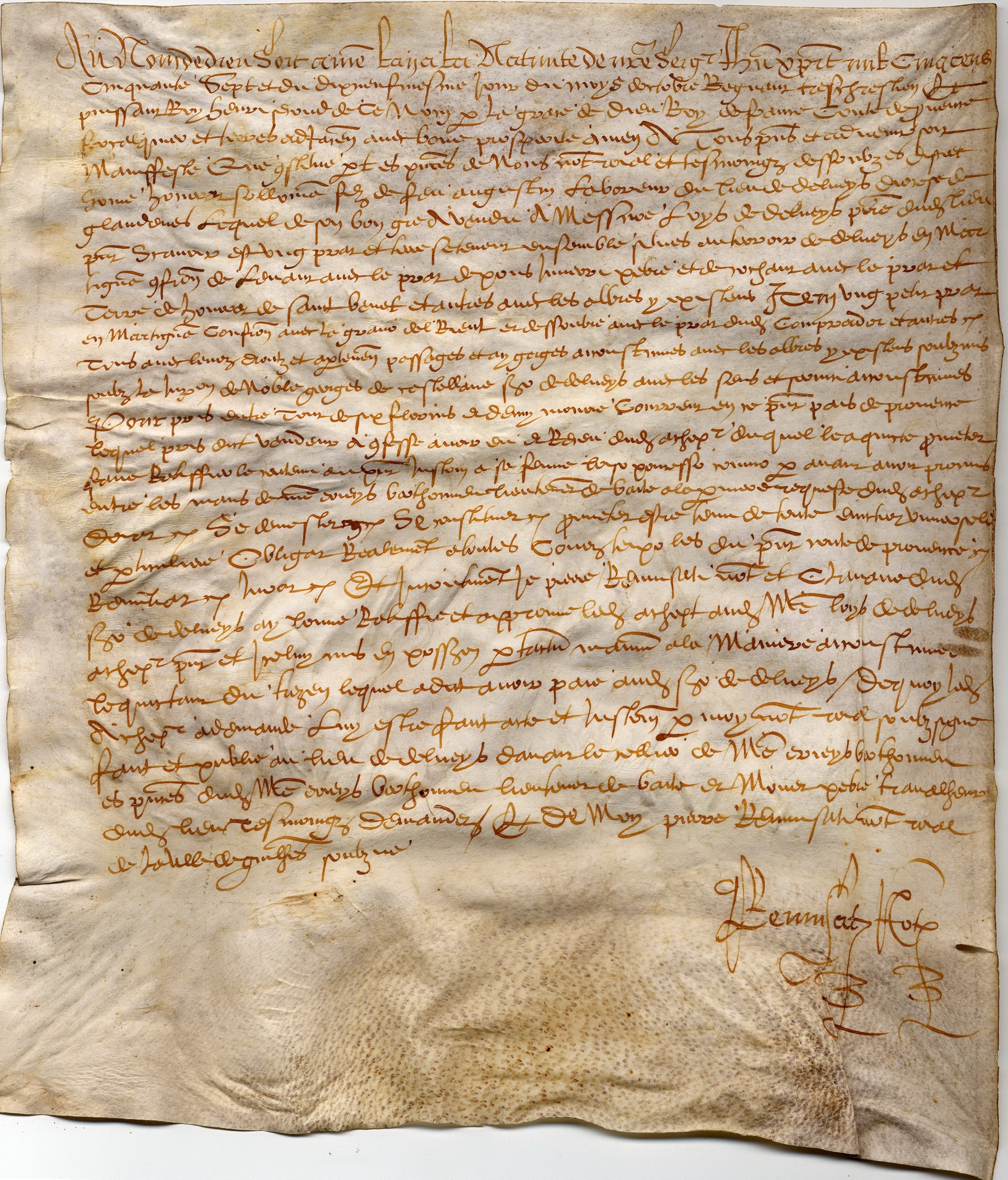
Atto notarile del 1557 vergato su pergamena

La pergamena, detta anche cartapecora o carta pecudina, è una membrana ricavata dalla pelle di animale (agnello o vitello) non conciata e composta di collagene. Presenta una struttura coriacea ed elastica, per cui il degrado non avviene frequentemente. Fu utilizzata come supporto scrittorio fino al XIV secolo, quando venne gradatamente soppiantata dalla carta di canapa o d'altre fibre tessili. Oggi è ancora utilizzata come materiale di legatura.

## Storia della pergamena
La pergamena può essere prodotta con pelli di pecora, di capra o di vitello opportunamente depilate e fatte asciugare sotto tensione.
La pergamena (membrana o vellum in latino) prende nome dalla città di Pergamo (nell'Asia minore) dove, secondo la tradizione riferita da Plinio il Vecchio, sarebbe stata introdotta attorno al II secolo a.C., in sostituzione del papiro. Pergamo aveva una grande biblioteca che rivaleggiava con la famosa biblioteca di Alessandria. Quando l'Egitto smise di esportare il papiro, a causa della concorrenza culturale fra il sovrano egiziano Tolomeo V Epifane (204-180 a.C.) ed il re di Pergamo Eumene II (196-158 a.C.), Pergamo reagì ricavando la pergamena dalla lavorazione delle pelli di animale.
Nel mondo antico la pergamena non ebbe comunque grande diffusione, a causa della concorrenza del papiro, prodotto molto più abbondante e meno costoso. Soltanto a partire dalla tarda antichità (V secolo) la diffusione della pergamena sembrò aumentare fino a diventare il principale supporto scrittorio durante il Medioevo e prima di essere sostituita definitivamente dalla carta.
Sembra esistere una correlazione tra l'area geografica di provenienza dei pergamenai medievali e la specie animale utilizzata. In particolare, mentre in Italia e nel resto del bacino del Mediterraneo era diffuso l'uso di pelli di provenienza ovina o caprina, in area insulare (Irlanda e Inghilterra) si preferivano pelli bovine. La diffusione del monachesimo insulare nell'Europa continentale e in Italia implicò l'utilizzazione di pelli bovine nei centri scrittori di origine insulare (per esempio a Bobbio). L'uso di pergamene bovine a Bobbio fu comunque limitato ai secoli VIII-IX.
La scarsità di materia prima portò al riuso altomedievale di più antichi libri manoscritti danneggiati i cui testi venivano cancellati per poter scrivere nuovamente sulle pagine pergamenacee. Questi libri manoscritti sono detti palinsesti (dal greco πάλιν ψηστός, pàlin psestòs, "raschiato di nuovo") o, in latino, codices rescripti. Anche la diffusione di questa pratica fu limitata nel tempo e geograficamente.
Bisogna tener presente che potevano esistere diverse qualità di pergamena, più o meno spessa, ruvida e chiara.
A seconda dell'uso un prodotto poteva essere preferito all'altro. Quindi, mentre per le pergamene destinate alla legatoria (un uso che si diffuse dal XVI secolo in poi) erano più spesse e scure, quelle utilizzate per la scrittura di testi erano generalmente più chiare e sottili. Per documenti di particolare rilevanza (per esempio i brevi pontifici) erano utilizzate pergamene molto bianche e sottili ricavate dal trattamento di pelli di animali giovanissimi o nati morti. Nel XVI e XVII secolo era largamente in uso, nella legatoria, la pergamena suina, particolarmente adatta alle legature di volumi di maggior dimensione.
Un aspetto tecnico interessante è la possibilità di tingere la pergamena. Così nell'Alto Medioevo furono prodotte pergamene purpuree, utilizzate per la scrittura di libri o documenti particolarmente solenni redatti con inchiostri d'argento o d'oro: si pensi al Codice Purpureo di Rossano, noto come Codex Purpureus Rossanensis (Museo Diocesano di Rossano) del VI secolo o alla cosiddetta Bibbia di Ulfila (manoscritto DG 1 della Biblioteca Universitaria di Uppsala) e al Privilegium Othonianum (manoscritto A.A. Arm. I-XVIII, 18 dell'Archivio Segreto Vaticano), entrambi del IX secolo. Molto più tardi, nel XVII secolo, la pergamena colorata di verde ebbe una certa diffusione nella legatoria.
Sebbene a partire dal XIII secolo la diffusione della carta in Europa avesse ridotto notevolmente l'uso della pergamena nell'ambito scrittorio librario, ci furono ambiti particolari in cui questa sostituzione non avvenne. Infatti la grande maggioranza dei documenti pubblici emessi da sovrani, imperatori e papi continuarono ad essere scritti su questo supporto ben oltre la fine del XIX secolo. E, anche se più raramente, la stessa pergamena fu utilizzata anche per la tipografia almeno fino alla fine del XIX secolo.

## Manifattura

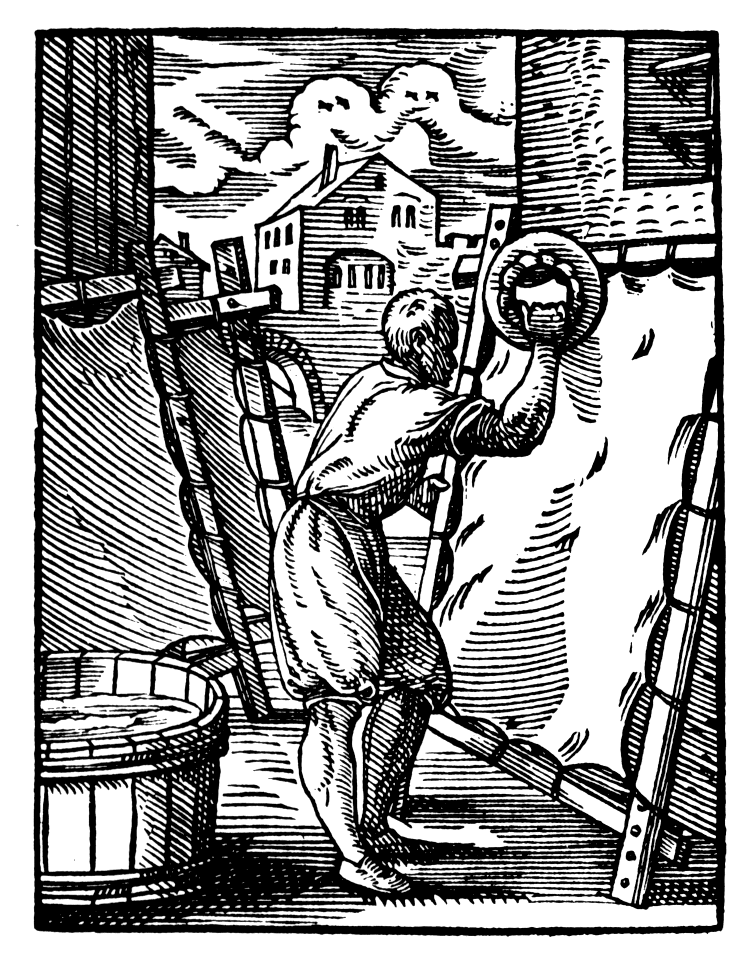
Preparazione della pergamena

Sono rimaste alcune ricette medievali per la produzione della pergamena. La più antica è conservata nelle Compositiones del manoscritto 490 della Biblioteca Capitolare di Lucca (VIII secolo).
In generale per ottenere la pergamena, la pelle dell'animale, dopo un'eventuale fase di "rinverdimento", era immersa in un calcinaio (una soluzione di acqua e calce) al fine di depilarla. Quest'ultima operazione avveniva su un apposito cavalletto "a schiena d'asino": il pergamenaio con pochi colpi decisi di una lama non tagliente allontanava il pelo dell'animale. A questo punto la pelle era montata su un telaio e lasciata ad essiccare sotto tensione. Durante questa fase si provvedeva anche all'eliminazione dei carnicci residui del lato carne tramite un particolare coltello a mezza luna. Una volta asciutta la pergamena poteva essere staccata dal telaio per essere utilizzata. Potevano comunque seguire fasi di ulteriore raffinazione del prodotto tramite pietra pomice (per rendere la pergamena più levigata e ridurre al minimo le differenze fra il "lato pelo", solitamente ruvido al tatto, e il "lato carne" molto più liscio e morbido) o colorando la membrana con apposite sostanze coloranti. Il riconoscimento dell'animale di origine può essere effettuato tramite l'osservazione microscopica dell'arrangiamento follicolare sulla superficie del lato pelo, così come si fa anche per il cuoio.
Almeno nel XVIII secolo, sono inoltre citati altri procedimenti per la depilazione, questa volta a base enzimatica. Rimane invece immutata la fondamentale fase del tensionamento su telaio che permette l'allineamento parallelo delle fibre di collagene.